# Iglesia de San Cristóbal (Anyós)
Sant Cristòfol de Anyós es una iglesia románica en Anyós en la parroquia andorrana de La Massana. Es una iglesia registrada como Bien de Interés cultural.

## Características
Está situada en el extremo de la meseta del pueblo, a unos 1.310 m de altitud, sobre un acantilado que cae sobre el valle de la Valira del Norte.

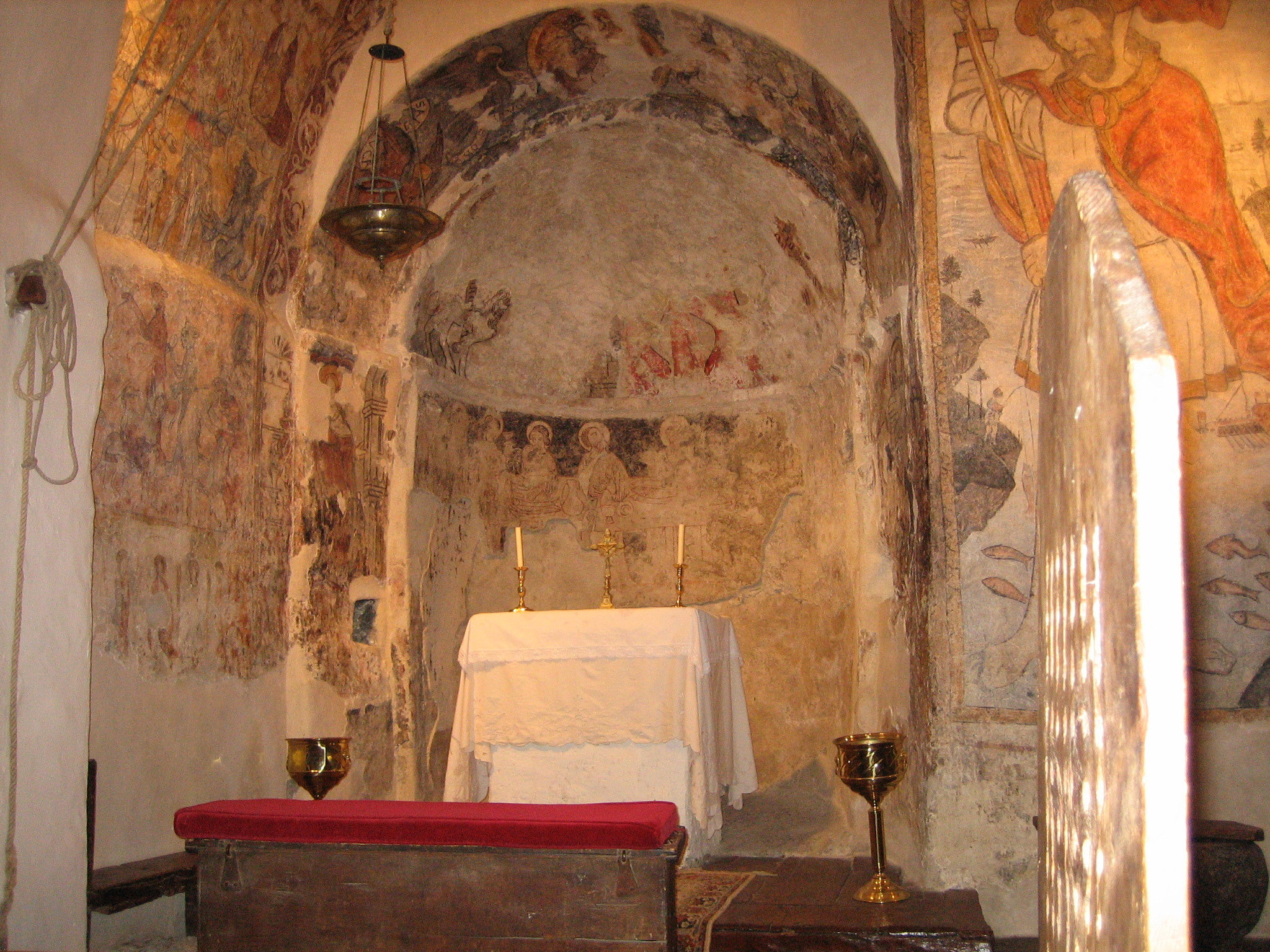
Interior de la iglesia

La iglesia original era de dimensiones reducidas, de 5 por 4 m con una nave rectangular y un ábside semicircular hecho de bloques de piedra regular cubierto por una bóveda de cuarto de esfera. En el siglo  XVI se amplió alargando la nave y su altura con una nueva cubierta. Se derribaron los muros sur y oeste. De la obra de época románica se conservan el ábside y el muro norte. Se aprovechó la parte baja del campanario de torre de planta cuadrada, que estaba cerca del ábside, para integrarla a la nave. Un nuevo campanario pequeño se levantó sobre el muro oeste con una ventana en cada cara y tejado de cuatro vertientes. En 1936 se arrancaron las pinturas murales románicas, atribuidas al maestro de Santa Coloma y fechadas en el siglo XII. Fueron compradas por un anticuario de Madrid y luego fueron expuestas en Nueva York, en 1939. Actualmente se desconoce su ubicación. Representaban la Virgen con los apóstoles San Pedro y San Pablo. Se conservan otras pinturas murales en el ábside y el muro de poniente, de época gótica y barroca de los siglos XIII a XVI.
El 10 de julio, día de San Cristóbal patrón de los automovilistas, se celebra en esta iglesia la bendición de vehículos. La fiesta ha sido declarada bien de interés cultural.